# Турковичи (община Соколац)
Турковичи (на сръбски: Турковићи) е село в Босна и Херцеговина, разположено в община Соколац, в ентитета на Република Сръбска. Намира се на 821 метра надморска височина. Населението му според преброяването през 2013 г. е 90 души, от тях: 48 (53,33 %) сърби, 40 (44,44 %) бошняци, 1 (1,11 %) не определен, 1 (1,11 %) неизвестен.

## Население
Численост на населението според преброяванията през годините:
- 1961 – 337 души
- 1971 – 286 души
- 1981 – 226 души
- 1991 – 244 души
- 2013 – 90 души